# Heward Grafftey
William Heward Grafftey (né le 5 août 1928 et mort le 11 février 2010 à l'âge de 81 ans) est un avocat, homme d'affaires, marchand, écrivain et homme politique fédéral du Québec.

## Biographie
Né à Montréal, il est né dans une famille prospère de la métropole québécoise et est le cousin de l'artiste Prudence Heward. Il étudia à l'Université Mount Allison de Sackville au Nouveau-Brunswick et à l'Université McGill de Montréal où des études en droit lui permirent d'être nommé au Barreau du Québec.
Élu député du Parti progressiste-conservateur du Canada dans la circonscription fédérale de Brome—Missisquoi lors de la percée conservatrice de John Diefenbaker en 1958 et malgré une défaite en 1957, il fut réélu en 1962, 1963 et en 1965. Il servit comme secrétaire parlementaire du ministre des Finances de 1962 à 1963. Défait par le libéral Yves Forest dans Missisquoi en 1968, il revint en 1972. Réélu en 1974 et en 1979. Il fut défait en 1980 et dans Brome—Missisquoi en 2000 et en tant que candidat du Parti progressiste canadien en Élection fédérale canadienne de 2006, mais il est respectivement défait par Denis Paradis et Christian Ouellet. Pendant une grande partie de sa carrière politique, il est affublé du surnom Le gnome de Brome en raison de sa petite stature et de son regard.
Durant son retour en politique, il fut porte-parole progressiste-conservateur en matière de Secrétariat d'État de 1972 à 1974, de Sciences de 1974 à 1976, de Consommation et Corporations de 1976 à 1977 et de Santé et Bien-être social de 1977 à 1978. Dans le cabinet de Joe Clark, il servit également comme ministre d'État chargé des Programmes sociaux en 1979 et ministre d'État chargé des Sciences et de la Technologies de 1979 à 1980.
Durant son premier passage à la Chambre des communes, il est d'accord avec l'adoption de l'unifolié en 1964, et fut donc en opposition avec la position de Diefenbaker. En 1976, il fut candidat à la chefferie du Parti progressiste-conservateur, mais étant le candidat ayant obtenu le moins de votes de délégués, il se rallia à Joe Clark.
Lors de sa tentative de retour en 2000, une blessure l'empêcha d'être actif durant la majeure partie de la campagne. Cependant, malgré sa défaite derrière les candidats libéral et bloquiste, il obtient le deuxième meilleur score pour un candidat progressiste-conservateur au Québec.
En 2002, il appelle ouvertement à la démission de Clark en tant que chef, ce qui conduisit à la course au leadership et lui permit de se porter candidat une seconde fois. Sa campagne fut surtout axée sur son expérience politique, son bilinguisme et sa volonté de recruter 300 000 nouveaux membres. Tout comme plusieurs candidats dans cette course, il supporta les deux piliers des Progressistes-conservateurs, soit l'ALENA et l'application de réformes décentralisatrices. Cependant, malgré une attention médiatique de sa campagne, son grand âge, alors 75 ans, lui attira les moqueries des satiristes politiques et le fait que de nombreux analystes prétextaient que la majeure partie de ses délégués provenaient de la région de Montréal, il se désiste avant la tenue de la convention.